# Chaetopterygopsis siveci
Chaetopterygopsis siveci là một loài Trichoptera trong họ Limnephilidae. Chúng phân bố ở miền Cổ bắc.